# Taniwha Cove
Die Taniwha Cove ist eine vereiste und U-förmige Nebenbucht der Couzens Bay an der Shackleton-Küste in der antarktischen Ross Dependency. Sie liegt vor dem nordöstlichen Ende der Churchill Mountains. Ihre Einfahrt wird im Osten durch den Senia Point begrenzt, an ihrem Westufer ragt der Mount Tadpole auf.
Teilnehmer einer von 1960 bis 1961 durchgeführten Kampagne im Rahmen der New Zealand Geological Survey Antarctic Expedition benannten sie. Namensgebend ist die maorische Bezeichnung für ein mythologisches Ungeheuer.